# 양식형제단

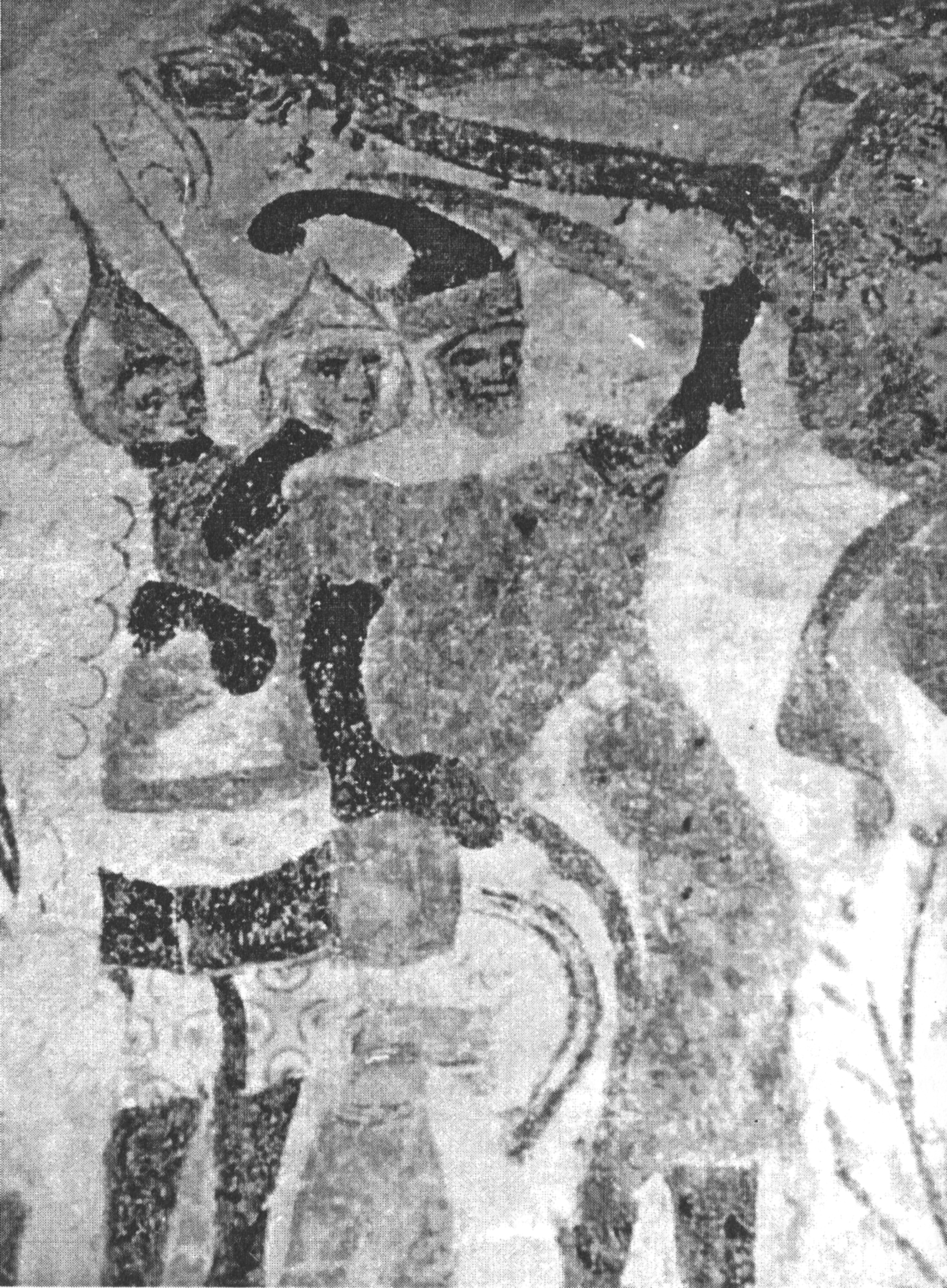
스웨덴 고틀란드의 붕게 교회 벽화에 그려진 양식형제단원. 1405년경 그림.

양식형제단(독일어: Vitalienbrüder, 덴마크어: Fetaljebrødre, 영어: Victual Brothers)은 1390년대에 북해와 발트해에서 활동했던 해적단이다. 본래 사략 길드에서 시작했으나 해적질로 전향했다.

## 어원
이 해적단의 이름은 "(생명유지vital에 필요한) 일용할 양식"을 의미하는 라틴어: victualia 빅투알리아[*]에서 파생되었다. 그러나 어째서 이런 이름이 붙은 것인지는 명확하지 않다. 백년전쟁 때 급양 담당 부대를 프랑스어: vitailleurs 라고 부른 것과도 관련이 있어 보인다. 1389년-1392년에 스톡홀름이 포위공성 당했을 때 스톡홀름에 식량을 공급하기 위한 봉쇄돌파선으로서 이 길드가 처음 조직되어 이런 이름이 붙었다는 설이 오랫동안 정설로 여겨져 왔다. 하지만 스톡홀름 공성전이 일어나기 전부터 함부르크의 회계장부에 양식형제단의 이름이 등장하기 때문에,  이 설은 틀린 것으로 여겨진다. 더구나 백년전쟁 중이었던 1347년 칼레의 봉쇄돌파를 위해 해적을 고용했을 때 프랑스 국왕에게 올라간 보고서에서 그 해적들을 vitaillers 라고 부르는 사례도 발견되기 때문에, 이 이름은 스톡홀름 공성전 훨씬 전부터 존재했다고 보는 게 옳다.

## 역사
14세기 말, 덴마크 여왕 마르그레테 1세는 스칸디나비아의 패권을 놓고 스웨덴 국왕이며 또한 메클렌부르크 공작인 알브레히트와 항쟁하고 있었다. 1389년, 알브레히트와 그 아들 에리히는 마르그레테 여왕에게 포로로 잡혔고, 마르그레테의 군대가 스웨덴 수도 스톡홀름을 두들기기 시작했다. 이에 메클렌부르크의 공후들이 양식형제단을 스톡홀름의 봉쇄돌파 용도로 고용했다.

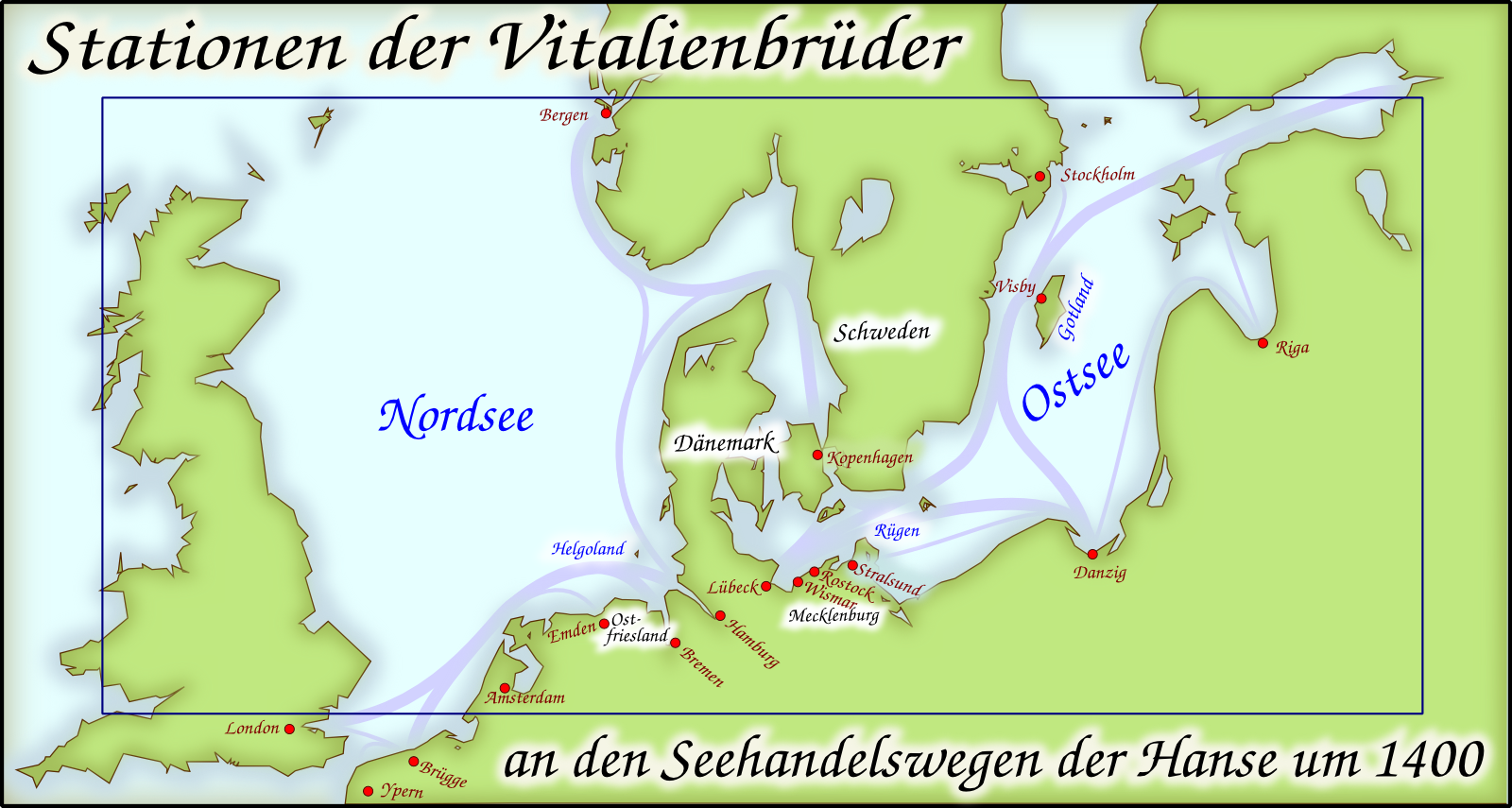
양식형제단의 전성기 시절 활동반경과 동맹시들.

양식"형제단"은 그 이름에서 짐작할 수 있듯이, 수직적인 위계제(hierarchy)가 아니라 수평적인 연대체(confraternity)로서 조직된 길드였다. 1392년 당시 양식형제단의 주적은 강력한 한자동맹의 맹주 뤼베크였는데, 뤼베크가 전쟁에서 덴마크를 지지했기 때문이다. 하지만 뤼베크 이외의 한자동맹시들은 덴마크의 승리를 원하지 않았기 때문에 양식형제단을 지원했다. 1392년부터 몇 년간 양식형제단은 제해권을 가져서, 로스토크, 립니츠, 비스마르, 슈트랄준트를 안전지대로 가졌다. 그 뒤 그들은 본격 해적으로 전향하여 해안 노략질을 시작했다. 1393년 양식형제단은 베르겐을 처음으로 털었고(베르겐 약탈), 1394년에는 말뫼를 정복했다. 또한 프리지아와 슐레스비히 해안의 일부 지역을 점령도 했다. 그 외에도 투르쿠, 비푸리, 스튀레스홀름, 코르스홀름, 쇠데르함을 노략질했다.
그 위세가 절정에 달했을 때인 1394년 양식형제단은 고틀란드섬을 통째로 점령하고 비스뷔에 본부를 차렸다. 발트해가 해적천지가 되면서 해상교역이 붕괴했고, 양식형제단의 약탈로 어업도 고통을 받았다. 마르그레테 여왕은 잉글랜드 국왕 리처드 2세에게 접촉해 잉글랜드 함대에게 해적퇴치 허가증을 주려는 시도도 했다. 1395년부터 마르그레테 여왕이 알브레히트에 대해 정치적 우위를 가지기 시작했다. 여왕은 덴마크, 스웨덴, 노르웨이를 합쳐 칼마르 동맹을 만들었고, 한자동맹은 이제 여왕에게 복종할 수밖에 없었다. 물주가 없어진 양식형제단은 쇠퇴하게 되었다. 알브레히트는 고틀란드를 독일기사단에 양도했다. 독일기사단 총장 콘라트 폰 융깅겐이 1398년 고틀란드에 상륙해 비스뷔를 파괴하고 양식형제단을 섬에서 쫓아냈다.
1398년 이후 한자동맹은 발트해 제해권을 되찾으려 여러 차례 시도했으나, 양식형제단의 잔당이 여전히 많이 남아 있었기에 번번히 실패했다. 보트니아만, 핀란드만의 제해권을 잃은 양식형제단 잔당들은 엠스강 하구의 슐라이를 비롯한 프리슬란트 지역으로 근거지를 옮겼다. 이 후기 양식형제단은 스스로를 평등공유단(저지 독일어: Likedeelers, 고지 독일어: Gleichteiler, 영어: Equal Sharers)이라고 불렀는데, 노략질한 것을 가난한 해안 주민들과 나눈다는 뜻이었다. 평등공유단은 활동반경을 북해에서 대서양으로 넓혀 브라반트 공국을 털고 프랑스, 심지어 훨씬 남쪽의 에스파냐까지 타격했다.
평등공유단의 가장 유명한 두령은 클라우스 슈퇴르테베커였다. 그는 양식형제단 시절이었던 1394년부터 기록에 등장한다. "슈퇴르베커"는 저지독일어로 "가득한 비커를 비우는(영어: Down the beakerful)"이라는 뜻인데, 맥주 4리터가 들어 있는 비커를 원샷할 수 있었기에 이런 별명을 얻었다고 한다. 하지만 단순히 비스마르 지역에서 기원한 성에 불과할 수도 있다. 1401년, 시몬 판 위트레흐트의 함대가 슈퇴르테베커의 해적단을 헬골란트섬 근처에서 포착했다. 3일 밤낮의 추격전 끝에 슈퇴르베커와 해적들은 마침내 포위되어 패배하고 붙잡혀 처형되었다.
그러나 평등공유단의 해상강도와 해안 노략질이 그것으로 끝난 것은 아니었다. 슈퇴르테베커가 사형당하고 28년이나 지난 1429년에도 평등공유단이 베르겐에 쳐들어와 노략질한 끝에 도시를 완전히 잿더미로 불태워 버렸다. 1440년경까지 북해와 발트해의 해상교역은 평등공유단의 위험에 노출되어 있었다.

## 같이 보기
- 한자동맹